# El Moto
El Moto es una novela del escritor costarricense Joaquín García Monge. Publicada en 1900, es considerada la primera novela en la historia de la literatura costarricense. Se trata de un relato de estilo costumbrista, que narra la historia de José Blas, un joven campesino apodado el Moto, y su amor imposible con Cundila Guillén, la hija del potentado del pueblo donde vive.

## Trama
Ambientada en el poblado de Dos Cercas - actual Desamparados -, narra la historia de José Blas, a quien apodan el Moto, un campesino huérfano y pobre, quien trabaja para Soledad Guillén, hombre rico y poderoso, gamonal del pueblo y padre de Cundila, una hermosa joven de quien José Blas se enamora durante las fiestas a la Inmaculada Concepción. Debido a su orfandad, el Moto es encargado a su padrino, Sebastián Solano, un viejo frío y calculador, pero carismático, pues siempre logra que los habitantes del pueblo hagan lo que él quiere. 
Educado por don Frutos, hombre culto, maestro y sacristán del pueblo, el Moto es también poeta, y como tal, le dedica versos a Cundila, quien se enamora de él y se vuelve su novia a escondidas. El Moto decide casarse con ella, y para esto pide la ayuda del padre Yanuario, sacerdote del pueblo, para que interceda ante los padres de Cundila. Este promete resolver la situación en tres días, sin embargo, durante el traslado de un caballo, José Blas sufre un terrible accidente, con profundos golpes que lo dejan muy grave.
Al tiempo que esto ocurre, Sebastián Solano pide a los padres de Cundila su mano, lo que estos aceptan gustosos por la posición social que esto les garantiza, mientras Cundila, incapaz de desobedecer a sus padres - característica inequívoca de las mujeres de esta época -, termina aceptando, sobre todo luego de visitar al Moto, quien se encuentra inconsciente en una casa ajena a la suya, ya que su padrino considera que, en vísperas de una boda, no es momento de estar cuidando enfermos.
Sebastián y Cundila se casan. Poco después, el Moto, recuperando la conciencia, va a buscar al padre Yanuario para preguntarle sobre la supuesta ayuda con los padres de Cundila, enterándose trágicamente del matrimonio. Tras reclamarle al padre Yanuario, éste se excusa en que no puede oponerse a los designios de Dios, por lo que José Blas, al darse cuenta de que los que se benefician siempre son los más poderosos, decide partir, defraudado, a vivir a las Salinas, en donde había contraído una enfermedad su padre, llevándolo a su fallecimiento.

## Personajes
Los personajes principales de esta novela son José Blas y Cundila Guillén, sin embargo, vale resaltar que algunos analistas literarios, como el Dr. Salvador Aguado Andreut, considera a Desamparados, es decir, al campo, como uno de los personajes centrales de la novela, sino el personaje principal.

### Principales
- José Blas: apodado el Moto, es el protagonista de la novela. Es un joven alegre, campesino pobre y huérfano, quien trabaja para Soledad Guillén y se encuentra bajo el cuidado de su padrino Sebastián Solano, sin embargo, su verdadero protector es don Frutos, quien lo educa y le enseña poesía.
- Secundila "Cundila" Guillén: es el interés amoroso de José Blas, una joven muy hermosa y disciplinada, hija de Soledad y Micaela Guillén.

### Secundarios
- Sebastián Solano: el padrino de José Blas, un viejo frío y calculador, el típico «alargartado» que espera para saltar sobre su presa. Es el principal antagonista de El Moto y al final se casa con Cundila en un matrimonio arreglado con su padre.
- Soledad Guillén:  padre de Cundila, un hombre rico y poderoso, gamonal del pueblo, a quien le interesa el dinero y la posición social.
- Micaela Guillén: madre de Cundila, una mujer sumisa, reservada y conservadora. En ella se reflejan los estereotipos de las mujeres de la época.
- El padre Yanuario: sacerdote y consejero del pueblo, al final se descubre su verdadera personalidad al interponer su interés personal a la moral.
- Don Frutos: maestro y sacristán del pueblo, hombre culto y educado, pero severo, enseña al Moto poesía.
- La india Chon: amiga y niñera de Cundila, la acompaña a visitar al Moto mientras se encuentra convaleciente.
- Gabriel (Panizo): compañero del Moto, campesino pobre como él, le acompaña en la dura labor de campo y cuida de él cuando sufre el accidente con el caballo.

## Análisis
El Moto se considera como la obra literaria que inaugura el discurso de la generación de escritores del Repertorio Americano, revista fundada por Joaquín García Monge en la cual publicarán muchos de sus trabajos gran cantidad de literatos, poetas y ensayistas costarricenses de inicios del siglo XX, cuya propuesta literaria se acercará más al realismo literario, alejándose del costumbrismo criollo pro-oligárquico y liberal que predomina en los escritores de finales del siglo XIX, conocidos como la generación del Olimpo. Mientras en aquellos, el campesino es un personaje folclórico, estereotipado y pintoresco, en el texto de García Monge, así como en otros escritores contemporáneos suyos, el protagonismo lo toma una plebe de personajes marginados desarraigados, solitarios y tristes, en el que caben no solo el campesino pobre y desamparado, como José Blas, sino también las mujeres desvalidas y marginadas, sujetas a los designios arbitrarios del patriarcado familiar.
En El Moto, el personaje central es un joven soñador, pobre e inocente, que se enfrenta a la brutalidad de un mundo grosero, materialista, hostil y ajeno a sus necesidades y aspiraciones, destructor de su subjetividad. La metáfora del desamparo del personaje principal es clara incluso en la ambientación de la novela, como lo es el caso de que ésta se escenifique en Desamparados. En esta novela, el campesino del cuadro de costumbres retratado en los textos de Aquileo Echeverría (Concherías) o Carlos Gagini (Don Concepción), escritores pertenecientes a la generación del Olimpo, se convierte en el protagonista de la primera novela costarricense, pasando de ser objeto de burla o comedia a ser sujeto de tragedia. En El Moto se da el enfrentamiento de dos discursos sociales contradictorios y a la vez, coexistentes: el mundo de los viejos gamonales y hacendados ricos, que representa el pasado agonizante y oligárquico, pero que conserva aún un poder y dominio incontestables, poder otorgado ya sea por las tradiciones y el patriarcado familiar (don Soledad Guillén), el dinero (don Sebastián) o la religión (el padre Yanuario); a este se contrapone el mundo de los campesinos, pero en especial, de los jóvenes (José Blas y Secundila), mundo preñado de futuro, donde germina la vida joven y sana, pero que se muestra aún débil e ilusorio.
Esta oposición entre dos mundos es evidente en la oposición de dos tipos de enlace matrimonial presentes en la obra: por un lado, el matrimonio tradicional, endogámico u oficial, por lo general, arreglado por los padres, y por el otro, el enlace por amor, que rompe las normas autoritarias que rigen al primero, libre de convenciones socioeconómicas y regido por el amor y la solidaridad entre sus miembros. Se establece un conflicto en donde la relación de pareja reproduce las relaciones económicas, políticas y sociales de la época de una forma asimétrica, garantizándose el poder e impunidad de los poderosos dominantes (poder otorgado por el dinero, las costumbres o la religión) que condenan a la servidumbre y el desamparo a los subordinados (jóvenes, campesinos, mujeres). La marginación, ya sea material, socioeconómica, sentimental o intelectual, será el tema predominante de los noveles escritores de inicios del siglo XX, y preparará el discurso de la siguiente generación, cuya obra literaria se centrará en la denuncia social.